# Violência estrutural
Violência estrutural é um termo comummente atribuído a Johan Galtung, que ele introduziu no artigo "Violence, Peace, and Peace Research" (1969). Refere-se a uma forma de violência em que alguma estrutura social ou instituição social pode prejudicar as pessoas, impedindo-as de atender às suas necessidades básicas. Adultismo institucionalizado, preconceito de idade, classismo, elitismo, etnocentrismo, nacionalismo, especismo, racismo e sexismo são alguns exemplos de violência estrutural proposta por Galtung. De acordo com Galtung, mais do que transmitir uma imagem física, a violência estrutural é um "prejuízo evitável das necessidades humanas fundamentais". Por ser evitável, a violência estrutural é uma grande causa de morte prematura e incapacidade desnecessária. Como a violência estrutural afecta as pessoas de maneiras diferentes em várias estruturas sociais, ela está intimamente ligada à injustiça social. A violência estrutural e a violência directa são consideradas altamente interdependentes, incluindo violência familiar, violência de género, crimes de ódio, violência racial, violência policial, violência estatal, terrorismo e guerra.